# Зеебах, Иоганн Андреас
Иоганн Андреас Зеебах (нем. Johann Andreas Seebach; 14 января 1777, Тифталь, ныне в составе Эрфурта — 28 июня 1823, Магдебург) — немецкий органист и хормейстер.
Сын школьного учителя. Учился музыке у Иоганна Кристофа Рофе в Роннебурге и у Иоганна Христиана Киттеля в Эрфурте. В 1796 г. был принят трубачом в оркестр Магдебургского театра, совершенствовался как музыкант под руководством Фридриха Адольфа Питтерлина и Иоганна Фридриха Закариаса. С 1799 г. органист и учитель музыки в школе монастыря Берге под Магдебургом, с 1813 г. органист магдебургской церкви Святого Ульриха. С 1815 г. руководитель Магдебургского хорового общества. Автор органных, хоровых и вокальных сочинений. Учеником Зеебаха был, в частности, Густав Вильгельм Тешнер.